# Спермотека

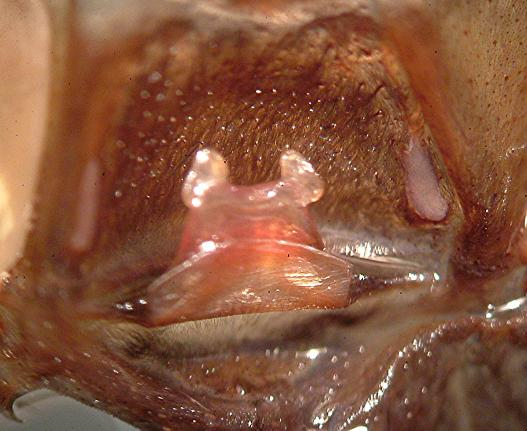
Спермотека Acanthoscurria geniculata (Бразильський білоколінний павук-птахоїд)

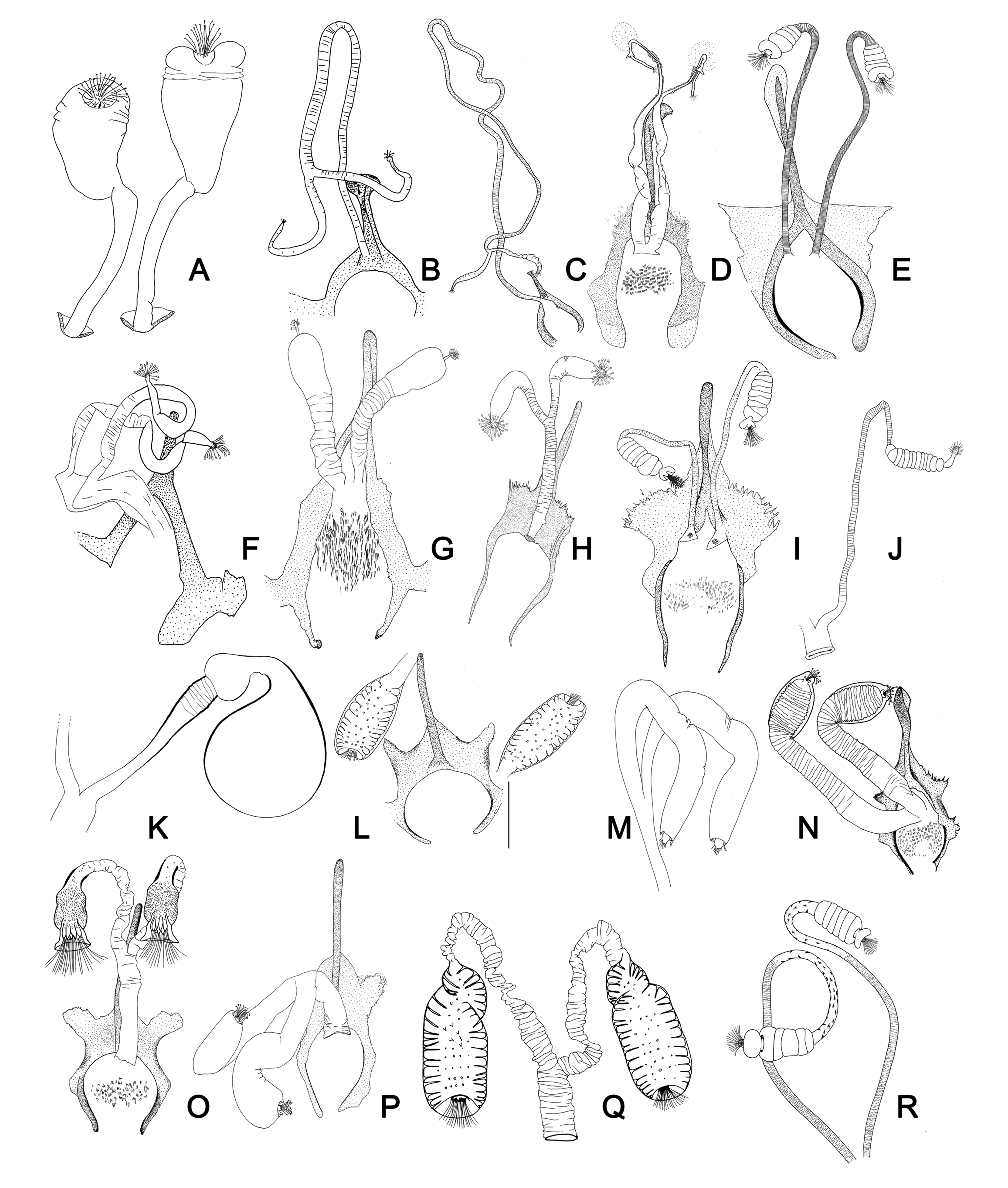
Різноманітність будови спермотек в Москітів (Diptera, Psychodidae)

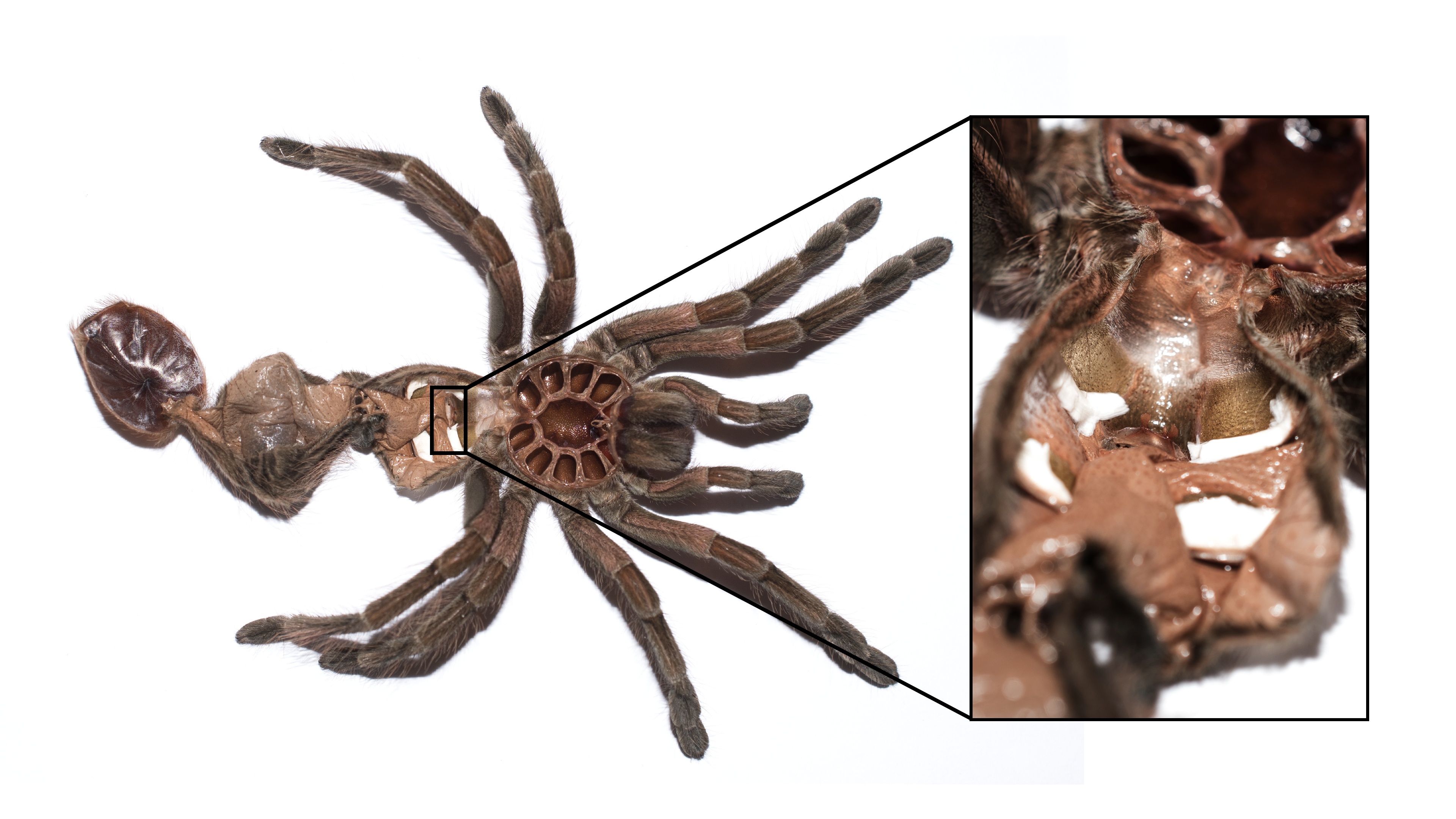
Відображення спермотеки на скинутому хітиновому покриві самки павука-птахоїда

Спермотека — орган репродуктивного тракту у самок комах, деяких молюсків, малощетинкових червів і деяких інших безхребетних і хребетних. Його призначення полягає в прийманні та зберіганні сперми від самця або ж, у випадку гермафродитів, чоловічої частини тіла. Іноді спермотека може бути місцем запліднення, якщо ооцити достатньо розвинені.
Деякі види тварин мають кілька спермотек. Наприклад, деякі види дощових черв'яків мають чотири пари спермотек — по одній парі в 6, 7, 8 і 9 сегментах. Ці спермотеки під час копуляції приймають в себе та зберігають сперматозоїди іншого дощового черв’яка. Вони вистелені епітелієм і мають різну форму: одні являють собою тонкі, сильно згорнуті трубки, тоді як інші являють собою розпливчасті виходи з головного репродуктивного тракту. Це одна з багатьох варіацій статевого розмноження.
Нематода Caenorhabditis elegans має дві спермотеки, по одній на кінці кожної своєї гонади. Спермотека C. elegans складається з 24 гладком’язових клітин, які утворюють розтяжну трубчасту структуру, а актинові нитки вистилають спермотеку по колу.  Спермотека C. elegans використовується як модель для вивчення механотрансдукції.
В бджільництві, пасічник може оглянути спермотеку мертвої бджолиної матки, щоб дізнатися, чи отримала вона сперму від самця. У багатьох видів бджіл без жала, особливо у Melipona bicolor, матка відкладає яйця під час процесу заготівлі та яйцекладки, а спермотека запліднює яйце, лише коли воно проходить по яйцеводу. Гапло-диплоїдна система визначення статі дає можливість королеві вибрати стать яйця.